# Archiclematis
Archiclematis es un género con una especie de plantas de flores de la familia Ranunculaceae. Su  única especie: Archiclematis alternata es considerada un sinónimo de Clematis alternata